# Championnat du Portugal de football 2024-2025
Navigation
Saison 2023-2024 Saison 2025-2026
La saison 2024-2025 de la Liga Portugal est la 91e édition du championnat du Portugal de football, la 2e sous l'appellation Liga Portugal Betclic.
La saison débute le 10 août 2024 et s’achève le 17 mai 2025.
Le Sporting CP remet son titre en jeu

## Organisation de la compétition
Dix-huit équipes s'affrontent selon le principe des matches aller et retour, au fil de trente-quatre journées. Les quinze équipes les mieux classées de la saison précédente composent l'élite du football portugais. Elles sont rejointes par les trois équipes promues de la Liga Portugal 2 SABSEG 2023-2024.
À l'issue de la saison, cinq places qualificatives pour les compétitions européennes sont attribuées aux quatre équipes les mieux classées, ainsi qu'au vainqueur de la coupe nationale.
Deux places sont qualificatives pour la Ligue des champions de l'UEFA 2025-2026, qui sont attribuées aux deux premiers, une pour la phase de ligue, l'autre donnant accès au troisième tour de qualification pour non-champions.
Deux autres places donnent accès pour l'équipe classée en 3e position et au vainqueur de la Taça de Portugal 2024-2025, à la Ligue Europa 2025-2026 respectivement pour le deuxième tour de qualification et pour la phase de ligue.
Une dernière place donne accès, pour l'équipe classée en 4e position à la Ligue Conférence 2025-2026 pour le deuxième tour de qualification.
Si le vainqueur de la coupe nationale est également qualifié pour la Ligue des champions, alors son accès direct à la phase de ligue de la Ligue Europa est attribué à l'équipe classée en 3e position. Ceci décale l'ordre d'attribution des places qualificatives en Ligue Europa : le 4e accède donc au deuxième tour de qualification et en Ligue Conférence : le 5e accède donc au deuxième tour de qualification.
À l'inverse, les clubs finissant aux 17e et 18e places sont relégués en Liga Portugal 2 Meu Super 2025-2026. Le 16e dispute un barrage de maintien/relégation pour tenter de se maintenir.

### Critères de départage
Chaque équipe reçoit trois points pour une victoire, un pour un match nul et aucun en cas de défaite.
Durant la compétition
- Il est important de préciser que pour établir le classement journée par journée, les critères appliqués pour le départage des clubs sont les suivants :

1. Plus grand nombre de points obtenus par les clubs à égalité, en confrontation directe
2. Plus grande différence de buts particulière entre les clubs à égalité
3. Plus grand nombre de buts marqués à l'extérieur entre les clubs à égalité, en confrontation directe
4. Plus grande différence de buts sur l'ensemble de la compétition
5. Plus grand nombre de victoires sur l'ensemble de la compétition
6. Plus grand nombre de buts marqués sur l'ensemble de la compétition

- Si les deux matches (aller et retour) entre les équipes à égalités n'ont pas encore été joués, les critères 2. et 3. qui sont prévus ne seront pas appliqués.
- Si malgré tout, après avoir appliqué les précédents critères, il subsiste deux clubs ou plus en situation d'égalité, il est alors attribué à tous la même position dans le classement.

À l'issue du championnat
- La Ligue Portugaise de Football Professionnel (LPFP) a déterminé que le départage des équipes se retrouvant avec égalité de nombre de points, se fait comme suit, selon l'ordre de priorité :

1. Plus grand nombre de points obtenus par les clubs à égalité, en confrontation directe
2. Plus grande différence de buts particulière entre les clubs à égalité
3. Plus grand nombre de buts marqués à l'extérieur entre les clubs à égalité, en confrontation directe
4. Plus grande différence de buts sur l'ensemble de la compétition
5. Plus grand nombre de victoires sur l'ensemble de la compétition
6. Plus grand nombre de buts marqués sur l'ensemble de la compétition

- Si, malgré l'application successive de tous les critères établis dans l'article ci-dessus, il subsiste encore une situation d'égalité, le départage se fait comme suit :

En cas d'égalité entre deux clubs, seulement :
1. Réaliser un match d'appui entre les deux clubs, sur terrain neutre désigné par la LPFP
2. Si, à la fin du temps réglementaire, l'égalité subsiste, une période de prolongation de trente minutes, divisée en deux périodes de quinze minutes chacune, sera alors accordée
3. S'il subsiste encore une situation d'égalité à la fin de la période de prolongation, la désignation du vainqueur se fera par le biais d'une séance de tirs au but, en accord avec les Lois du Jeu

En cas d'égalité entre plus de deux clubs :
1. Réaliser une compétition en toute ronde simple, sur terrain neutre, pour désigner le vainqueur
2. Si, à la fin de cette compétition, aucun vainqueur n'a été désigné, et qu'il reste deux équipes ou plus en situation d'égalité, procéder alors au départage en reprenant tous les critères depuis le début

Source : ligaportugal.pt

## Les clubs participants
| Club                  | Présent depuis | Classement 2023-2024 | Entraîneur       | Stade                                        | Capacité théorique |
| --------------------- | -------------- | -------------------- | ---------------- | -------------------------------------------- | ------------------ |
| Sporting CP           | 1934           | 1                    | Rui Borges       | Estádio José Alvalade XXI                    | 50 095             |
| SL Benfica            | 1934           | 2                    | Bruno Lage       | Estádio da Luz                               | 65 647             |
| FC Porto              | 1934           | 3                    | Martín Anselmi   | Estádio do Dragão                            | 50 033             |
| SC Braga              | 1974           | 4                    | Carlos Carvalhal | Estádio Municipal de Braga                   | 30 286             |
| Vitória SC            | 2007           | 5                    | Luís Freire      | Estádio D. Afonso Henriques                  | 30 000             |
| Moreirense FC         | 2023           | 6                    | Cristiano Bacci  | Parque Comendador Joaquim de Almeida Freitas | 6 153              |
| FC Arouca             | 2021           | 7                    | Vasco Seabra     | Estádio Municipal de Arouca                  | 5 000              |
| FC Famalicão          | 2019           | 8                    | Hugo Oliveira    | Estádio Municipal 22 de Junho                | 5 305              |
| Casa Pia AC           | 2022           | 9                    | João Pereira     | Estádio Municipal de Rio Maior               | 12 000             |
| SC Farense            | 2023           | 10                   | Tozé Marreco     | Estádio de São Luís                          | 12 000             |
| Rio Ave FC            | 2022           | 11                   | Petit            | Estádio do Rio Ave FC                        | 12 815             |
| Gil Vicente FC        | 2019           | 12                   | César Peixoto    | Estádio Cidade de Barcelos                   | 12 568             |
| GD Estoril-Praia      | 2021           | 13                   | Ian Cathro       | Estádio António Coimbra da Mota              | 8 015              |
| CF Estrela da Amadora | 2023           | 14                   | José Faria       | Estádio José Gomes                           | 9 288              |
| Boavista FC           | 2014           | 15                   | Stuart Baxter    | Estádio do Bessa XXI                         | 28 263             |
| CD Santa Clara        | 2024           | 1er (LP2)            | Vasco Matos      | Estádio de São Miguel                        | 13 277             |
| CD Nacional           | 2024           | 2e (LP2)             | Tiago Margarido  | Estádio da Madeira                           | 5 586              |
| AVS Futebol SAD       | 2024           | 3e (LP2)             | José Mota        | Estádio do CD das Aves                       | 8 560              |

| \| CD Santa Clara \| Club participant de l'archipel des Açores. |
| CD Santa Clara                                                  |

| CD Santa Clara |

| \| CD Nacional \| Clubs participants de l'île de Madère. |
| CD Nacional                                              |

| CD Nacional |

| \| Arouca AVS Benfica Lisbonne Boavista Braga CF Estrela Famalicão Gil Vicente Moreirense FC FC Porto Sporting CP V. Guimarães Estoril Rio Ave Casa Pia SC Farense \| Clubs participants du Portugal Continental. |
| Arouca AVS Benfica Lisbonne Boavista Braga CF Estrela Famalicão Gil Vicente Moreirense FC FC Porto Sporting CP V. Guimarães Estoril Rio Ave Casa Pia SC Farense                                                   |

| Arouca AVS Benfica Lisbonne Boavista Braga CF Estrela Famalicão Gil Vicente Moreirense FC FC Porto Sporting CP V. Guimarães Estoril Rio Ave Casa Pia SC Farense |

## Compétition

### Classement
| Rang | Équipe                | Pts | J  | G  | N  | P  | Bp | Bc | Diff |
| ---- | --------------------- | --- | -- | -- | -- | -- | -- | -- | ---- |
| 1    | Sporting CP T C       | 82  | 34 | 25 | 7  | 2  | 88 | 27 | +61  |
| 2    | SL Benfica L          | 80  | 34 | 25 | 5  | 4  | 84 | 28 | +56  |
| 3    | FC Porto S            | 71  | 34 | 22 | 5  | 7  | 65 | 30 | +35  |
| 4    | SC Braga              | 66  | 34 | 19 | 9  | 6  | 55 | 30 | +25  |
| 5    | CD Santa Clara P      | 57  | 34 | 17 | 6  | 11 | 36 | 32 | +4   |
| 6    | Vitória SC            | 54  | 34 | 14 | 12 | 8  | 47 | 37 | +10  |
| 7    | FC Famalicão          | 47  | 34 | 12 | 11 | 11 | 44 | 39 | +5   |
| 8    | GD Estoril-Praia      | 46  | 34 | 12 | 10 | 12 | 48 | 53 | -5   |
| 9    | Casa Pia AC           | 45  | 34 | 12 | 9  | 13 | 39 | 44 | -5   |
| 10   | Moreirense FC         | 40  | 34 | 10 | 10 | 14 | 42 | 50 | -8   |
| 11   | Rio Ave FC            | 38  | 34 | 9  | 11 | 14 | 39 | 55 | -16  |
| 12   | FC Arouca             | 38  | 34 | 9  | 11 | 14 | 35 | 49 | -14  |
| 13   | Gil Vicente FC        | 34  | 34 | 8  | 10 | 16 | 34 | 47 | -13  |
| 14   | CD Nacional P         | 34  | 34 | 9  | 7  | 18 | 32 | 50 | -18  |
| 15   | CF Estrela da Amadora | 29  | 34 | 7  | 8  | 19 | 24 | 50 | -26  |
| 16   | AVS Futebol SAD P     | 27  | 34 | 5  | 12 | 17 | 25 | 60 | -35  |
| 17   | SC Farense            | 27  | 34 | 6  | 9  | 19 | 25 | 46 | -21  |
| 18   | Boavista FC           | 24  | 34 | 6  | 6  | 22 | 24 | 59 | -35  |

Ligue des champions 2025-2026
- 1er : Phase de ligue
- 2e : Troisième tour de qualification

Ligue Europa 2025-2026
- 3e : Phase de ligue
- 4e : Deuxième tour de qualification

Ligue Conférence 2025-2026
- 5e : Deuxième tour de qualification

Relégations
- 16e : Participation au barrage de relégation
- 17e et 18e : Relégation en Liga Portugal 2

Abréviations
- T : Tenant du titre 2023-2024
- P : Promus de la Liga Portugal 2 SABSEG 2023-2024
- S : Vainqueur de la Supercoupe du Portugal 2024
- C : Vainqueur de la Coupe du Portugal 2024-2025
- L : Vainqueur de la Coupe de la Ligue 2024-2025

| Source : Classement officiel de la Liga Portugal Betclic 2024-2025. |

1. ↑  Étant donné que les finalistes de la Coupe du Portugal de football 2024-2025, le Sporting CP et le SL Benfica, ont assuré le top 2 du championnat : la place pour la phase de ligue de la Ligue Europa réservée aux vainqueurs de la Coupe sera attribuée au troisième du championnat.
En conséquence, la place pour le deuxième tour de qualification de la Ligue Europa réservée à l'équipe classée troisième sera attribuée à l'équipe classée quatrième et la place pour le deuxième tour de qualification de la Ligue Conférence réservée à l'équipe classée quatrième sera remis à l'équipe classée cinquième.

### Résultats
| Résultats (▼dom., ►ext.)                                   | ARO | AVS | BEN | BOA | BRA | CPI | EST | EAM | FAM | FAR | GIL | MOR | NAC | POR | RAV | STA | SPO | VSC |
| FC Arouca                                                  |     | 1-1 | 0-2 | 4-1 | 1-2 | 0-0 | 1-1 | 1-0 | 1-2 | 2-2 | 1-1 | 1-0 | 1-0 | 0-2 | 1-1 | 1-0 | 0-3 | 0-1 |
| AVS Futebol SAD                                            | 0-1 |     | 1-1 | 1-2 | 0-1 | 1-1 | 0-3 | 1-1 | 2-3 | 0-0 | 1-0 | 0-3 | 1-1 | 0-5 | 1-0 | 1-2 | 2-2 | 1-0 |
| SL Benfica                                                 | 2-2 | 6-0 |     | 3-0 | 1-2 | 3-0 | 3-0 | 1-0 | 4-0 | 3-2 | 5-1 | 3-2 | 3-0 | 4-1 | 5-0 | 4-1 | 1-1 | 1-0 |
| Boavista FC                                                | 1-3 | 0-0 | 0-3 |     | 0-1 | 2-3 | 0-0 | 0-1 | 0-2 | 1-1 | 1-3 | 0-2 | 0-1 | 1-2 | 0-2 | 1-0 | 0-5 | 1-2 |
| SC Braga                                                   | 2-1 | 4-1 | 1-1 | 3-0 |     | 1-2 | 2-2 | 1-1 | 3-3 | 2-0 | 2-0 | 3-1 | 1-0 | 1-0 | 4-0 | 1-1 | 2-4 | 0-2 |
| Casa Pia AC                                                | 3-1 | 1-1 | 3-1 | 0-1 | 2-1 |     | 1-3 | 1-0 | 1-1 | 1-1 | 1-0 | 3-1 | 1-0 | 0-1 | 2-1 | 0-2 | 1-3 | 1-1 |
| GD Estoril-Praia                                           | 4-1 | 0-0 | 1-2 | 2-1 | 0-2 | 0-2 |     | 4-0 | 2-1 | 2-2 | 0-0 | 2-2 | 1-0 | 1-2 | 2-1 | 1-4 | 0-3 | 1-0 |
| CF Estrela da Amadora                                      | 2-1 | 0-1 | 2-3 | 2-2 | 0-1 | 0-1 | 2-4 |     | 0-3 | 0-1 | 1-1 | 2-1 | 2-0 | 2-0 | 1-0 | 0-0 | 0-3 | 2-2 |
| FC Famalicão                                               | 0-0 | 4-1 | 2-0 | 1-0 | 1-1 | 2-1 | 3-0 | 0-0 |     | 1-2 | 1-1 | 2-0 | 0-0 | 1-1 | 1-0 | 1-2 | 0-3 | 0-0 |
| SC Farense                                                 | 0-1 | 0-1 | 1-2 | 0-1 | 0-1 | 0-0 | 1-0 | 1-0 | 2-1 |     | 0-1 | 1-2 | 0-2 | 0-1 | 1-2 | 1-2 | 0-5 | 2-2 |
| Gil Vicente FC                                             | 1-1 | 4-2 | 0-3 | 1-2 | 0-0 | 1-1 | 1-2 | 3-0 | 0-2 | 1-0 |     | 0-1 | 2-1 | 3-1 | 1-1 | 0-1 | 0-0 | 0-1 |
| Moreirense FC                                              | 3-1 | 1-1 | 1-1 | 1-0 | 1-2 | 3-2 | 2-2 | 1-1 | 0-0 | 0-0 | 3-2 |     | 1-1 | 0-3 | 0-2 | 1-0 | 2-1 | 2-2 |
| CD Nacional                                                | 1-2 | 3-1 | 0-2 | 0-0 | 0-3 | 3-1 | 2-2 | 0-1 | 2-1 | 2-0 | 0-3 | 1-0 |     | 2-0 | 3-3 | 2-0 | 1-6 | 1-2 |
| FC Porto                                                   | 4-0 | 2-0 | 1-4 | 4-0 | 2-1 | 2-0 | 4-0 | 2-0 | 2-1 | 2-1 | 3-0 | 3-1 | 3-0 |     | 2-0 | 1-1 | 1-1 | 1-1 |
| Rio Ave FC                                                 | 1-0 | 1-1 | 2-3 | 0-2 | 2-1 | 2-2 | 2-2 | 2-0 | 1-1 | 1-0 | 1-1 | 3-2 | 2-1 | 2-2 |     | 1-1 | 0-3 | 2-2 |
| CD Santa Clara                                             | 2-0 | 2-1 | 0-1 | 1-0 | 0-2 | 2-1 | 2-3 | 1-0 | 2-1 | 0-0 | 2-1 | 1-1 | 1-0 | 0-2 | 1-0 |     | 0-1 | 1-0 |
| Sporting CP                                                | 2-2 | 3-0 | 1-0 | 3-2 | 1-1 | 2-0 | 3-1 | 5-1 | 3-1 | 3-1 | 2-1 | 3-1 | 2-0 | 2-0 | 3-1 | 0-1 |     | 2-0 |
| Vitória SC                                                 | 2-2 | 2-0 | 0-3 | 2-2 | 0-0 | 1-0 | 1-0 | 2-0 | 2-1 | 1-2 | 4-0 | 1-0 | 2-2 | 0-3 | 3-0 | 2-0 | 4-4 |     |
| - Victoire à domicile - Match nul - Victoire à l'extérieur |     |     |     |     |     |     |     |     |     |     |     |     |     |     |     |     |     |     |

### Barrage de relégation
Le barrage de relégation se déroule sur deux matchs et oppose le seizième de Liga Portugal au troisième de Liga Portugal 2. Le vainqueur de ce barrage obtient une place pour le championnat du Portugal 2025-2026 tandis que le perdant va en Liga Portugal 2.
| Équipe               | Aller | Total | Retour | Équipe          |
| -------------------- | ----- | ----- | ------ | --------------- |
| AVS Futebol SAD (LP) | 3 - 0 | 5 - 2 | 2 - 2  | FC Vizela (LP2) |

| Match aller | AVS Futebol SAD (LP)                              | 3 - 0   | FC Vizela (LP2) | Estádio do CD das Aves      |                             |
| 24 mai 2025 | Assunção 62e (pen.) · Akinsola 67e · Akinsola 70e | (0 - 0) |                 | Arbitrage : Gustavo Correia | Arbitrage : Gustavo Correia |
| 24 mai 2025 | Rapport                                           |         |                 | Arbitrage : Gustavo Correia | Arbitrage : Gustavo Correia |

| Match retour  | FC Vizela (LP2)           | 2 - 2   | AVS Futebol SAD (LP)        | Estádio do FC Vizela        |                             |
| 1er juin 2025 | Ntolla 14e · Mörschel 77e | (1 - 1) | 38e Akinsola · 64e Assunção | Arbitrage : Miguel Nogueira | Arbitrage : Miguel Nogueira |
| 1er juin 2025 | Rapport                   |         |                             | Arbitrage : Miguel Nogueira | Arbitrage : Miguel Nogueira |

- AVS Futebol SAD remporte le barrage et reste en première division.

## Statistiques

### Évolution du classement
| Journée →   | 1  | 2  | 3  | 4  | 5  | 6  | 7  | 8  | 9  | 10 | 11 | 12 | 13 | 14 | 15 | 16 | 17 | 18 | 19 | 20 | 21 | 22 | 23 | 24 | 25 | 26 | 27 | 28 | 29 | 30 | 31 | 32 | 33 | 34 | 1er | bar. | rel. |
| Équipe      |    |    |    |    |    |    |    |    |    |    |    |    |    |    |    |    |    |    |    |    |    |    |    |    |    |    |    |    |    |    |    |    |    |    |     |      |      |
| ----------- | -- | -- | -- | -- | -- | -- | -- | -- | -- | -- | -- | -- | -- | -- | -- | -- | -- | -- | -- | -- | -- | -- | -- | -- | -- | -- | -- | -- | -- | -- | -- | -- | -- | -- | --- | ---- | ---- |
| Arouca      | 14 | 16 | 12 | 14 | 16 | 14 | 14 | 13 | 14 | 16 | 16 | 17 | 18 | 17 | 18 | 18 | 16 | 15 | 13 | 13 | 12 | 12 | 12 | 13 | 12 | 13 | 13 | 12 | 13 | 12 | 12 | 12 | 12 | 12 |     | 5    | 5    |
| AVS         | 8  | 12 | 10 | 12 | 9  | 12 | 10 | 10 | 12 | 13 | 13 | 14 | 15 | 14 | 15 | 14 | 15 | 17 | 15 | 15 | 15 | 16 | 16 | 14 | 16 | 16 | 16 | 16 | 16 | 16 | 16 | 17 | 16 | 16 |     | 11   | 2    |
| Benfica     | 16 | 8  | 6  | 7  | 5  | 3  | 3  | 3  | 3  | 3  | 3  | 3  | 2  | 2  | 1  | 3  | 3  | 2  | 2  | 2  | 2  | 2  | 2  | 2  | 2  | 2  | 2  | 1  | 2  | 2  | 2  | 2  | 2  | 2  | 2   | 1    |      |
| Boavista    | 6  | 9  | 11 | 11 | 13 | 15 | 16 | 14 | 15 | 11 | 14 | 12 | 14 | 16 | 16 | 17 | 18 | 18 | 18 | 18 | 18 | 18 | 18 | 18 | 18 | 18 | 18 | 18 | 18 | 17 | 17 | 16 | 18 | 18 |     | 4    | 18   |
| Braga       | 11 | 6  | 4  | 6  | 7  | 7  | 5  | 6  | 5  | 4  | 5  | 5  | 5  | 5  | 4  | 5  | 4  | 4  | 4  | 4  | 4  | 4  | 4  | 4  | 4  | 4  | 4  | 3  | 3  | 3  | 3  | 4  | 4  | 4  |     |      |      |
| Casa Pia    | 13 | 18 | 17 | 15 | 11 | 10 | 9  | 11 | 9  | 9  | 9  | 10 | 10 | 9  | 7  | 7  | 7  | 6  | 6  | 6  | 6  | 6  | 6  | 6  | 7  | 7  | 7  | 8  | 8  | 8  | 9  | 8  | 7  | 9  |     |      | 2    |
| Estoril-P.  | 17 | 17 | 14 | 16 | 14 | 13 | 13 | 15 | 11 | 12 | 12 | 11 | 11 | 12 | 13 | 13 | 12 | 10 | 8  | 8  | 8  | 8  | 7  | 8  | 8  | 8  | 9  | 9  | 9  | 9  | 8  | 9  | 9  | 8  |     | 1    | 2    |
| Estrela A.  | 10 | 13 | 15 | 17 | 17 | 17 | 15 | 16 | 16 | 17 | 15 | 15 | 13 | 15 | 12 | 12 | 13 | 14 | 16 | 16 | 16 | 15 | 15 | 16 | 15 | 15 | 15 | 15 | 15 | 15 | 15 | 15 | 15 | 15 |     | 6    | 4    |
| Famalicão   | 4  | 2  | 3  | 2  | 4  | 6  | 7  | 7  | 8  | 7  | 7  | 7  | 8  | 8  | 9  | 9  | 9  | 11 | 12 | 9  | 9  | 9  | 9  | 9  | 9  | 9  | 8  | 7  | 7  | 7  | 7  | 7  | 8  | 7  |     |      |      |
| Farense     | 12 | 15 | 18 | 18 | 18 | 18 | 18 | 18 | 18 | 18 | 18 | 18 | 17 | 18 | 17 | 16 | 17 | 16 | 17 | 17 | 17 | 17 | 17 | 17 | 17 | 17 | 17 | 17 | 17 | 18 | 18 | 18 | 17 | 17 |     | 2    | 30   |
| Gil Vicente | 18 | 10 | 9  | 10 | 10 | 9  | 11 | 9  | 10 | 10 | 11 | 13 | 12 | 10 | 10 | 11 | 11 | 9  | 11 | 12 | 13 | 14 | 14 | 15 | 14 | 14 | 14 | 14 | 14 | 14 | 14 | 14 | 14 | 13 |     |      | 1    |
| Moreirense  | 5  | 4  | 7  | 8  | 8  | 8  | 8  | 8  | 7  | 8  | 8  | 8  | 7  | 7  | 8  | 8  | 8  | 8  | 10 | 11 | 11 | 11 | 11 | 11 | 11 | 10 | 10 | 10 | 10 | 10 | 10 | 11 | 11 | 10 |     |      |      |
| Nacional    | 9  | 14 | 16 | 13 | 15 | 16 | 17 | 17 | 17 | 15 | 17 | 16 | 16 | 13 | 14 | 15 | 14 | 13 | 14 | 14 | 14 | 13 | 13 | 12 | 13 | 11 | 11 | 11 | 12 | 13 | 11 | 13 | 13 | 14 |     | 4    | 4    |
| Porto       | 2  | 3  | 2  | 3  | 2  | 2  | 2  | 2  | 2  | 2  | 2  | 2  | 3  | 3  | 3  | 2  | 2  | 3  | 3  | 3  | 3  | 3  | 3  | 3  | 3  | 3  | 3  | 4  | 4  | 4  | 4  | 3  | 3  | 3  |     |      |      |
| Rio Ave     | 15 | 11 | 13 | 9  | 12 | 11 | 12 | 12 | 13 | 14 | 10 | 9  | 9  | 11 | 11 | 10 | 10 | 12 | 9  | 10 | 10 | 10 | 10 | 10 | 10 | 12 | 12 | 13 | 11 | 11 | 13 | 10 | 10 | 11 |     |      |      |
| Sta Clara   | 1  | 7  | 5  | 4  | 6  | 4  | 4  | 4  | 4  | 6  | 4  | 4  | 4  | 4  | 5  | 4  | 5  | 5  | 5  | 5  | 5  | 5  | 5  | 5  | 5  | 5  | 5  | 5  | 6  | 6  | 6  | 6  | 6  | 5  | 1   |      |      |
| Sporting    | 3  | 1  | 1  | 1  | 1  | 1  | 1  | 1  | 1  | 1  | 1  | 1  | 1  | 1  | 2  | 1  | 1  | 1  | 1  | 1  | 1  | 1  | 1  | 1  | 1  | 1  | 1  | 2  | 1  | 1  | 1  | 1  | 1  | 1  | 31  |      |      |
| Vitória     | 7  | 5  | 8  | 5  | 3  | 5  | 6  | 5  | 6  | 5  | 6  | 6  | 6  | 6  | 6  | 6  | 6  | 7  | 7  | 7  | 7  | 7  | 8  | 7  | 6  | 6  | 6  | 6  | 5  | 5  | 5  | 5  | 5  | 6  |     |      |      |

En gras et italique, les équipes comptant un match en retard 
1. ↑  Le match de la 8e journée opposant le CD Nacional au SL Benfica est reporté à une date ultérieure.
2. ↑  Le match de la 24e journée opposant le Gil Vicente au SL Benfica est reporté à une date ultérieure.

### Résultat par matchs
| Journée →        | 01 | 02 | 03 | 04 | 05 | 06 | 07 | 08 | 09 | 10 | 11 | 12 | 13 | 14 | 15 | 16 | 17 | 18 | 19 | 20 | 21 | 22 | 23 | 24 | 25 | 26 | 27 | 28 | 29 | 30 | 31 | 32 | 33 | 34 |
| Équipe ↓         | 01 | 02 | 03 | 04 | 05 | 06 | 07 | 08 | 09 | 10 | 11 | 12 | 13 | 14 | 15 | 16 | 17 | 18 | 19 | 20 | 21 | 22 | 23 | 24 | 25 | 26 | 27 | 28 | 29 | 30 | 31 | 32 | 33 | 34 |
| ---------------- | -- | -- | -- | -- | -- | -- | -- | -- | -- | -- | -- | -- | -- | -- | -- | -- | -- | -- | -- | -- | -- | -- | -- | -- | -- | -- | -- | -- | -- | -- | -- | -- | -- | -- |
| FC Arouca        | D  | D  | V  | D  | D  | V  | D  | N  | D  | D  | N  | D  | D  | V  | D  | N  | V  | N  | V  | V  | N  | N  | N  | D  | V  | N  | D  | D  | N  | V  | D  | N  | N  | V  |
| AVS Futebol      | N  | D  | V  | D  | V  | D  | N  | N  | D  | D  | N  | D  | N  | N  | N  | N  | N  | D  | V  | D  | D  | N  | N  | V  | D  | D  | D  | D  | D  | N  | D  | D  | V  | D  |
| SL Benfica       | D  | V  | V  | N  | V  | V  | V  | V  | V  | V  | V  | V  | V  | N  | V  | D  | D  | V  | D  | V  | V  | V  | V  | V  | V  | V  | V  | V  | N  | V  | V  | V  | N  | N  |
| Boavista FC      | V  | D  | D  | N  | N  | D  | D  | N  | D  | V  | D  | N  | N  | D  | N  | D  | D  | D  | D  | D  | D  | D  | D  | V  | D  | D  | D  | V  | D  | V  | D  | V  | D  | D  |
| SC Braga         | N  | V  | V  | N  | D  | V  | V  | D  | V  | V  | D  | V  | N  | N  | V  | D  | V  | V  | V  | V  | V  | N  | V  | D  | V  | V  | V  | N  | V  | V  | N  | N  | D  | N  |
| Casa Pia AC      | D  | D  | D  | V  | V  | N  | N  | D  | V  | N  | N  | D  | N  | V  | V  | V  | N  | V  | V  | D  | V  | D  | V  | D  | D  | D  | V  | N  | D  | N  | D  | N  | V  | D  |
| GD Estoril-Praia | D  | D  | N  | N  | V  | N  | D  | D  | V  | D  | N  | V  | N  | D  | D  | N  | V  | V  | V  | V  | V  | N  | V  | D  | N  | N  | D  | V  | D  | D  | V  | D  | N  | V  |
| CF Estrela da A. | N  | D  | D  | D  | N  | D  | V  | D  | N  | D  | V  | D  | V  | D  | V  | N  | D  | D  | N  | D  | D  | V  | N  | N  | N  | D  | D  | V  | D  | D  | V  | D  | D  | D  |
| FC Famalicão     | V  | V  | V  | D  | N  | N  | N  | N  | D  | V  | N  | D  | N  | N  | D  | D  | N  | D  | N  | V  | N  | V  | V  | D  | V  | D  | V  | V  | V  | D  | N  | D  | D  | V  |
| SC Farense       | D  | D  | D  | D  | D  | D  | N  | V  | D  | D  | N  | V  | N  | D  | V  | N  | N  | N  | D  | D  | D  | D  | N  | D  | N  | D  | D  | N  | V  | D  | D  | V  | V  | D  |
| Gil Vicente FC   | D  | V  | N  | N  | N  | N  | D  | V  | D  | D  | D  | D  | V  | V  | N  | N  | N  | V  | D  | D  | D  | D  | D  | D  | N  | D  | V  | D  | D  | V  | V  | D  | N  | N  |
| Moreirense FC    | V  | V  | D  | N  | D  | N  | D  | V  | V  | D  | V  | D  | V  | D  | D  | N  | N  | N  | D  | D  | D  | V  | D  | N  | N  | V  | N  | V  | D  | D  | N  | D  | N  | V  |
| CD Nacional      | N  | D  | D  | V  | D  | D  | N  | D  | D  | V  | D  | N  | D  | V  | N  | D  | V  | V  | D  | D  | V  | N  | D  | V  | D  | V  | D  | D  | V  | D  | N  | D  | N  | D  |
| FC Porto         | V  | V  | V  | D  | V  | V  | V  | V  | V  | V  | D  | V  | N  | V  | V  | V  | D  | D  | N  | N  | N  | V  | N  | V  | D  | V  | V  | D  | V  | V  | D  | V  | V  | V  |
| Rio Ave FC       | D  | V  | D  | V  | D  | N  | D  | N  | D  | N  | V  | V  | D  | N  | D  | V  | N  | D  | V  | N  | N  | N  | D  | V  | D  | D  | D  | D  | V  | N  | D  | V  | N  | N  |
| CD Santa Clara   | V  | D  | V  | V  | D  | V  | V  | D  | V  | D  | V  | V  | V  | D  | D  | V  | N  | D  | N  | V  | V  | D  | N  | D  | N  | V  | V  | D  | D  | N  | V  | N  | V  | V  |
| Sporting CP      | V  | V  | V  | V  | V  | V  | V  | V  | V  | V  | V  | D  | D  | V  | N  | V  | N  | V  | V  | V  | N  | N  | N  | V  | V  | V  | V  | N  | V  | V  | V  | V  | N  | V  |
| Vitória SC       | V  | V  | D  | V  | V  | D  | N  | N  | N  | V  | D  | V  | D  | N  | N  | N  | N  | N  | D  | V  | N  | N  | N  | V  | V  | V  | N  | V  | V  | D  | V  | V  | D  | D  |

| Légende : | V = Victoire |  | N = Nul |  | D = Défaite |

Séries de victoires : 11
- Sporting CP (de la 1re à la 11e journée)

Séries de matchs sans défaite : 21
- Sporting CP (de la 14e à la 34e journée)

Séries de défaites : 8
- Boavista FC (de la 16e à la 23e journée)

Séries de matchs sans victoire : 13
- Boavista FC (de la 11e à la 23e journée)
- AVS Futebol (de la 6e à la 18e journée)

|    | Buteur            | Club             | Buts |
| -- | ----------------- | ---------------- | ---- |
| 1  | Viktor Gyökeres   | Sporting CP      | 39   |
| 2  | Vangélis Pavlídis | SL Benfica       | 19   |
| 3  | Samu Omorodion    | FC Porto         | 19   |
| 4  | Clayton           | Rio Ave FC       | 14   |
| 5  | Alejandro Marqués | GD Estoril-Praia | 11   |
| 6  | Yanis Begraoui    | GD Estoril-Praia | 11   |
| 7  | Kerem Aktürkoğlu  | SL Benfica       | 11   |
| 8  | Ricardo Horta     | SC Braga         | 11   |
| 9  | Rodrigo Mora      | FC Porto         | 10   |
| 10 | Cassiano          | Casa Pia AC      | 10   |

| Source : Classement officiel des buteurs de la Liga Portugal Betclic 2024-2025. |

|    | Passeur             | Club        | Passes |
| -- | ------------------- | ----------- | ------ |
| 1  | Francisco Trincão   | Sporting CP | 12     |
| 2  | Kerem Aktürkoğlu    | SL Benfica  | 10     |
| 3  | Viktor Gyökeres     | Sporting CP | 9      |
| 4  | Bruma               | SC Braga    | 7      |
| 5  | Vangélis Pavlídis   | SL Benfica  | 7      |
| 6  | Orkun Kökçü         | SL Benfica  | 7      |
| 7  | Francisco Moura     | FC Porto    | 7      |
| 8  | + plusieurs joueurs |             | 6      |
| 9  |                     |             |        |
| 10 |                     | -           |        |

| Source : Classement officiel des passeurs de la Liga Portugal Betclic 2024-2025. |

## Titres honorifiques et récompenses individuelles
| Mois      | Joueur du mois    | Joueur du mois   | Entraîneur du mois | Entraîneur du mois | But du mois       | But du mois    |
| Mois      | Joueur            | Club             | Entraîneur         | Club               | Joueur            | Club           |
| --------- | ----------------- | ---------------- | ------------------ | ------------------ | ----------------- | -------------- |
| Août      | Viktor Gyökeres   | Sporting CP      | Rúben Amorim       | Sporting CP        | Gustavo Sá        | FC Famalicão   |
| Septembre | Kerem Aktürkoğlu  | SL Benfica       | Rúben Amorim       | Sporting CP        | Nuno Santos       | Vitória SC     |
| Octobre   | Kerem Aktürkoğlu  | SL Benfica       | Rúben Amorim       | Sporting CP        | Nuno Santos       | Vitória SC     |
| Novembre  | Ángel Di María    | SL Benfica       | Bruno Lage         | SL Benfica         | Elves Baldé       | SC Farense     |
| Décembre  | Samu Aghehowa     | FC Porto         | Vítor Bruno        | FC Porto           | Miguel Menino     | SC Farense     |
| Janvier   | João Carvalho     | GD Estoril-Praia | Ian Cathro         | GD Estoril-Praia   | Francisco Trincão | Sporting CP    |
| Février   | Vangélis Pavlídis | SL Benfica       | Bruno Lage         | SL Benfica         | Ricardinho        | CD Santa Clara |
| Mars      | Viktor Gyökeres   | Sporting CP      | Bruno Lage         | SL Benfica         | Benny             | Moreirense FC  |
| Avril     | Rodrigo Mora      | FC Porto         | Bruno Lage         | SL Benfica         | João Mendes       | Vitória SC     |
| Mai       |                   |                  |                    |                    | Rodrigo Mora      | FC Porto       |

| Mois      | Gardien du mois  | Gardien du mois | Défenseur du mois | Défenseur du mois | Milieu du mois  | Milieu du mois   | Attaquant du mois | Attaquant du mois |
| Mois      | Joueur           | Club            | Joueur            | Club              | Joueur          | Club             | Joueur            | Club              |
| --------- | ---------------- | --------------- | ----------------- | ----------------- | --------------- | ---------------- | ----------------- | ----------------- |
| Août      | Bruno Varela     | Vitória SC      | Francisco Moura   | FC Famalicão      | Pedro Gonçalves | Sporting CP      | Viktor Gyökeres   | Sporting CP       |
| Septembre | Diogo Costa      | FC Porto        | Francisco Moura   | FC Porto          | Kanya Fujimoto  | Gil Vicente FC   | Kerem Aktürkoğlu  | SL Benfica        |
| Octobre   | Diogo Costa      | FC Porto        | Francisco Moura   | FC Porto          | Kanya Fujimoto  | Gil Vicente FC   | Kerem Aktürkoğlu  | SL Benfica        |
| Novembre  | Gabriel Batista  | CD Santa Clara  | Tomás Araújo      | SL Benfica        | Morten Hjulmand | Sporting CP      | Ángel Di María    | SL Benfica        |
| Décembre  | Patrick Sequeira | Casa Pia AC     | Alberto           | Vitória SC        | Nico González   | FC Porto         | Samu Aghehowa     | FC Porto          |
| Janvier   | Cezary Miszta    | Rio Ave FC      | Ousmane Diomande  | Sporting CP       | João Carvalho   | GD Estoril-Praia | Clayton           | Rio Ave FC        |
| Février   | Lazar Carević    | FC Famalicão    | Tomás Araújo      | SL Benfica        | João Carvalho   | GD Estoril-Praia | Vangélis Pavlídis | SL Benfica        |
| Mars      | Rui Silva        | Sporting CP     | Álvaro Carreras   | SL Benfica        | Orkun Kökçü     | SL Benfica       | Viktor Gyökeres   | Sporting CP       |
| Avril     | Anatoliy Trubin  | SL Benfica      | Nicolás Otamendi  | SL Benfica        | Rodrigo Mora    | FC Porto         | Viktor Gyökeres   | Sporting CP       |

| Gardien de but         | Défenseurs | Milieux de terrain                                                                  | Attaquants                                                                                   |
| ---------------------- | --- | ----------------------------------------------------------------------------------- | -------------------------------------------------------------------------------------------- |
| Diogo Costa (FC Porto) | Gonçalo Inácio (Sporting CP) Nicolás Otamendi (SL Benfica) Ousmane Diomande (Sporting CP) Álvaro Carreras (SL Benfica) | Fredrik Aursnes (SL Benfica) Morten Hjulmand (Sporting CP) Tiago Silva (Vitória SC) | Vangélis Pavlídis (SL Benfica) Viktor Gyökeres (Sporting CP) Francisco Trincão (Sporting CP) |

## Clubs engagés dans les compétitions de l'UEFA
Dernière mise à jour : 13 mars 2025
| Club        | Compétition         | Résultat            | Ultime(s) adversaire(s) | Ultime(s) adversaire(s) | Ultime(s) adversaire(s) |
| ----------- | ------------------- | ------------------- | ----------------------- | ----------------------- | ----------------------- |
| SL Benfica  | Ligue des champions | Huitièmes de finale | FC Barcelone            | FC Barcelone            | FC Barcelone            |
| Sporting CP | Ligue des champions | Barrage             | Borussia Dortmund       | Borussia Dortmund       | Borussia Dortmund       |
| FC Porto    | Ligue Europa        | Barrage             | AS Rome                 | AS Rome                 | AS Rome                 |
| SC Braga    | Ligue Europa        | Phase de ligue      | 25e au classement       | 25e au classement       | 25e au classement       |
| Vitória SC  | Ligue Conférence    | Huitièmes de finale | Real Betis              | Real Betis              | Real Betis              |

## Bilan de la saison
| Championnat du Portugal de football 2024-2025          |                         |
| Champion                                               | Sporting CP (21e titre) |
| Coupes et trophées                                     |                         |
| Vainqueur de la Coupe du Portugal 2024-2025            | Sporting CP             |
| Vainqueur de la Coupe de la Ligue portugaise 2024-2025 | SL Benfica              |
| Vainqueur de la Supercoupe du Portugal 2024            | FC Porto                |
| Qualifications continentales                           |                         |
| Ligue des champions 2025-2026                          | Sporting CP             |
| Ligue des champions 2025-2026                          | SL Benfica              |
| Ligue Europa 2025-2026                                 | FC Porto                |
| Ligue Europa 2025-2026                                 | SC Braga                |
| Ligue Conférence 2025-2026                             | CD Santa Clara          |
| Promotions et relégations                              |                         |
| Promus en Liga Portugal Betclic                        | CD Tondela              |
| Promus en Liga Portugal Betclic                        | FC Alverca              |
| Relégués en Liga Portugal 2 Meu Super                  | SC Farense              |
| Relégués en Liga Portugal 2 Meu Super                  | Boavista FC             |